# النجاري (الحديدة)

تعديل مصدري - تعديل

النجاري هي إحدى قرى مديرية القناوص، التابعة لمحافظة الحديدة اليمنية، بلغ تعداد سكانها 2018 نسمة حسب الإحصاء الذي أجري عام 2004.